# 238 (tal)
238 är det naturliga talet som följer 237 och som följs av 239.

## Inom vetenskapen
- 238 Hypatia, en asteroid.

## Inom matematiken
- 238 är ett jämnt tal.
- 238 är ett tridekagontal
- 238 är summan av de tretton första primtalen
- 238 är ett Ulamtal.